# Epitonium borealis
Epitonium borealis är en snäckart. Epitonium borealis ingår i släktet Epitonium och familjen vindeltrappsnäckor. Inga underarter finns listade i Catalogue of Life.